# Liste der Figuren aus Boston Legal
Diese Liste der Figuren aus Boston Legal beschreibt die Haupt- und wichtigsten Nebenfiguren der US-amerikanischen Anwaltsserie Boston Legal.

## Hauptfiguren

### Alan Shore
Abgebrühter Anwalt mit einer gewissen Aversion gegenüber Autoritäten und gesellschaftlichen Konventionen, politisch der Demokratischen Partei zugeneigt. Nach Außen gibt er gern den gefühlskalten Lakoniker, ist in Wirklichkeit aber ein äußerst gutherziger Mensch, der unter nächtlichen Angstzuständen, einer Coulrophobie und gelegentlichem „Wortsalat“ leidet. Shore hat auch kein Problem damit, sich gegen die Interessen der Kanzlei zu stellen, wenn sie seiner Überzeugung widersprechen, was ihn wiederholt insbesondere in Konflikt mit Paul Lewiston und Brad Chase bringt. Vor Gericht überrollt er seine Gegner vor allem mit fundierter Respektlosigkeit und genialer Rhetorik, ohne sich dabei selbst sonderlich ernst zu nehmen. Bester Freund von Denny Crane. Diesen heiratet er zum Ende der Serie, um dessen Interessen im Krankheitsfall vertreten zu können.

### Denny Crane
Exzentrischer Mitbegründer und Seniorpartner, lokale Berühmtheit in Boston, politisch ein konservativer Republikaner. Er liebt es, seinen Namen zu nennen – schließlich könnten Menschen es oftmals nicht fassen, mit einer Legende in einem Raum zu sein – und scheint von dessen Klang selbst doch am meisten beeindruckt zu sein. Wenn er an Reportern vorbei geht, wirft er unvermittelt gänzlich unsachliche und selbstbezogene Bemerkungen ein (etwa: „Sie liebt mich – Sie liebt mich nicht“ und „Sie kriegt ein Kind von mir“ in Die schwarze Witwe zu Beginn der zweiten Staffel oder „Ich war mal Captain meines eigenen Raumschiffs“ in Nichts geht mehr). Laut Shirley Schmidt wiederholt Crane seinen Namen aber auch deshalb so häufig, damit er ihn nicht vergisst, denn bei ihm zeigen sich zunehmende Anzeichen einer Demenz. Am Beginn der ersten Staffel lässt er sich ohne konkretes Ergebnis auf Alzheimer untersuchen, im weiteren Verlauf behauptet er mehrfach, er habe BSE. Um sein Vermögen in sichere Hände zu geben, heiraten Denny und Alan im Serienfinale.

### Shirley Schmidt
Mitbegründerin und Seniorpartnerin, der dritte Name im Briefkopf, taucht erstmals in der elften Episode Schmidt Happens auf. Sie hatte eine Affäre mit Denny Crane. Sie „schmidt-et“ (feuert) gerne. Um ihre Autorität in der Kanzlei zu unterstreichen, sagt sie häufig „Der Name dieser Firma ist Crane, Poole & Schmidt. Ich bin Schmidt“. Zum Ende der Serie heiratet sie Carl Sack. 

### Paul Lewiston
(Managing) Partner und Justiziar von Crane, Poole & Schmidt. Anders als Denny Crane und Alan Shore hält er sich an Regeln und Vorschriften und kollidiert deshalb regelmäßig mit beiden. Er denkt jedoch auch zuerst immer an die Firma, und jeder Mandant ist für ihn der Mandant überhaupt. Nach Auffassung von Shirley Schmidt bringen andere – insbesondere Denny Crane – das Geld ein, aber Paul Lewiston ist derjenige, der die Firma im Inneren am Laufen hält. Nach der dritten Staffel scheidet er aus der Serie aus, absolviert jedoch noch einige Gastauftritte als Seniorpartner.

### Carl Sack
Seniorpartner aus New York, der aus zwei Gründen von New York nach Boston wechselt: Zum einen soll er den Abgang Paul Lewistons als „Sheriff“ kompensieren und zum anderen ist er zu Beginn der vierten Staffel mit Shirley Schmidt liiert. Carl tritt als ernsthafter, profitorientierter Anwalt auf, hat jedoch Verständnis für die Marotten der Mitarbeiter und seltsamen Fälle der Bostoner Filiale von Crane, Poole & Schmidt.

### Jerry Espenson
Jerry, auch „Die Hand“ genannt, ist Anwalt und Experte für Kreditwesen und späterer Partner, der aufgrund seines Asperger-Syndroms verschiedene Tics und Zwänge entwickelt hat: Er nimmt selten die Hände von den Oberschenkeln, springt bei Freude in die Luft, schnurrt in unangenehmen Situationen und ruft gelegentlich „Bingo“. Er ist extrem schüchtern, wird mehrfach bei der Ernennung zum Firmenpartner übergangen und nimmt in einem Wutausbruch Shirley Schmidt als Geisel. Alan Shore unterstützt ihn mehrmals bei der Selbstvertretung in verschiedensten Prozessen gegen ihn, da Jerry aufgrund seines Autismus ein nahezu enzyklopädisches Wissen über Rechtsangelegenheiten hat und daher für Crane, Poole & Schmidt sehr lukrative Fälle erfolgreich abschließen kann. Zu Beginn der vierten Staffel wird Clemenson in die Hauptbesetzung aufgenommen, in der fünften Staffel wird Jerry Partner, obwohl seine Chancen recht gering waren. In der letzten Folge der Serie sieht man, wie er mit seiner Kollegin Katie Lloyd ein Paar wird.

### Brad Chase
Ein prinzipienreitender Rechtsanwalt mit Zahnpastalächeln, der Alan Shore, welcher ihn als „Ken-Puppe“ bezeichnet, und dessen unkonventionelle Methoden zunächst hasst. Er diente im Marine Corps, hat den Dienstgrad Major und verhält sich mitunter entsprechend. Er bekommt wegen seiner militärischen Art von Denise Bauer den Beinamen „Buzz Lightyear“. Valleys Vertrag wurde nach der dritten Staffel nicht wieder verlängert, er hat jedoch später noch einige Gastauftritte als Staatsanwalt.

### Denise Bauer
Attraktive Anwältin mit eiskaltem Auftreten, sie ist aber dennoch zutiefst gütig. Als der Sohn ihrer Haushälterin entführt wird, bricht sie zur Rettung sogar mehrmals das Gesetz. Sie führt eine komplizierte Beziehung mit Brad Chase, wird schwanger von ihm und heiratet ihn kurz vor der Geburt. Der Vertrag von Darstellerin Julie Bowen wurde nach der dritten Staffel nicht mehr verlängert, in der Serie tritt sie in Mutterschaftsurlaub. In Folge 95 (Staffel 5) hat sie einen Gastauftritt als Gegnerin von Alan.

### Clarence Bell
Clarence Bell tritt zunächst als Alan Shores und Claire Simms’ Mandantin „Clarice“ in der dritten Staffel auf. Sie verklagt ihren Arbeitgeber, weil sie ein Kind adoptieren möchte und als Transvestit keinen Mutterschaftsurlaub gewährt bekommt. Später wird Clarence von Claire als Assistent eingestellt, unter der Bedingung, dass er nicht mehr in Frauenkleidern als „Clarice“ auftritt. Nachdem Clarence und Claire ein Paar werden, wird er auf eigenen Wunsch Alans Assistent. Als ausgebildeter Rechtsanwalt tritt er zunächst an der Seite von Paul Lewiston als Pflichtverteidiger auf. Später übernimmt er auch eigene Fälle, unter anderem gegen Jerry Espenson.

### Katie Lloyd
Frische Harvard-Absolventin aus England. Ihr erster Fall ist eine Mordanklage, bei der sie – neben Jerry Espenson – als Einzige an die Unschuld des Mandanten glaubt. Sie ist eine sehr emotionale Anwältin und kann gut mit Jerry zusammenarbeiten, trotz oder gerade wegen seiner Zwangsstörungen. Dabei hilft sie ihm, sich seiner Umwelt zu öffnen und schafft es, dass er sich auch mehrmals verlieben kann. Sie arbeitet mit ihm zusammen in einem Büro. Mit Ende der letzten Staffel werden Katie und Jerry ein Paar.

### Lorraine Weller
Lorraine Weller ist eine Ex-Freundin Alan Shores und wird von Shirley Schmidt angestellt. Da ihre Vergangenheit widersprüchlich erscheint, wird sie durch Katie Lloyd zur Rede gestellt. Im Laufe der Zeit kommt heraus, dass sie im Alter von 18 Jahren in London als „Picadilly Madame“ bekannt war und einen Escort-Service betrieb. Auf Grund einer Anklage musste sie dann in die USA flüchten, wo sie sich eine neue Existenz als Anwältin aufbaute. Jedoch ist sie weiterhin die Chefin von Escort-Services in großen Städten der USA. Lorraine hat einen „magischen“ Einfluss auf Alan Shore und versucht, ihm bei der Bewältigung seines „Wortsalates“ und seiner Coulrophobie zu helfen.

### Whitney Rome
Whitney kam von New York und kennt Carl sehr gut. Sie forderte gleich bei ihrer Ankunft Schreibtisch und einen Assistenten.

### Sally Heep
Junge Assistenz-Anwältin. Wird von Shirley Schmidt in der Folge Alte Schule gefeuert, hat jedoch einen Gastauftritt am Anfang der dritten Staffel.

### Tara Wilson
Attraktive Anwältin von Young, Berluti & Frutt, die zusammen mit Alan Shore, ihrem ehemaligen Boss aus der letzten Staffel von The Practice, zum Abschluss ihres Jurastudiums zu Crane, Poole & Schmidt wechselt. Scheidet mit der Folge 20 Natur Pur aus.

### Lori Colson
Ehemalige Staatsanwältin (A.D.A. = Assistant District Attorney), jetzt Rechtsanwältin bei Crane, Poole & Schmidt, mit gutem Händchen zur Konfliktlösung. Scheidet mit Beginn der zweiten Staffel ebenfalls aus, nachdem sie eine offizielle Beschwerde gegenüber der Kanzlei wegen sexueller Belästigung durch Denny Crane eingereicht hat.

### Garrett Wells
Anwaltsgehilfe von Denise Bauer. Trotz seines Ehrgeizes stolpert er von einem Unglück ins andere und fällt des Öfteren in Missgunst bei seiner Chefin, in die er auch verliebt ist (was er ihr gegenüber auch andeutet). 

### Sara Holt
Zweite Anwaltsgehilfin von Denise Bauer. Hält sich gerne an Regeln, aber ist teilweise auch bereit, etwas zu riskieren. In einer Folge versucht sie einen Pfarrer dazu zu bringen mit ihr zu schlafen, just um ihn im nächsten Augenblick dann damit zu erpressen. 

### Jeffrey Coho
Attraktiver, schlagfertiger Anwalt, der zu Beginn der dritten Staffel vom New Yorker Büro von Crane, Poole & Schmidt nach Boston wechselt, um dort seine weniger erfolgreichen Kollegen zu unterstützen. Er verlässt die Serie allerdings bereits nach der Hälfte der Staffel.

### Claire Simms
Wechselt gemeinsam mit Jeffrey Coho am Anfang der dritten Staffel von New York nach Boston, um dem dortigen Büro unter die Arme zu greifen. Sie wirkt arrogant auf ihre Kollegen und trägt in Boston meist eine Kappe der New York Yankees. Sie hat aber ein gutes Herz und wird ein Paar mit Clarence Bell.

### Catherine Piper
Achtzigjährige Sekretärin von Alan Shore mit einem tiefen Glauben an Gott. Sie wirkt oft unscheinbar und wie eine nette alte Dame, dabei hat sie die Tücken des Rechtssystems sehr gut verstanden. In Alans Kindheit war sie seine Nachbarin. Sie bringt später ihren Freund Bernard Ferrian (gespielt von Leslie Jordan) um und will unbedingt Alan Shore als Anwalt haben. Sie sagt immer ihre ehrliche Meinung (Alan: „Was macht ihr da?“ Catherine: „Ach, wir gucken uns nur Nacktfotos ihrer Mandantin an“) und lügt nur, als die Polizei sie nach Ferrian fragt. Sie mag Shirley Schmidt nicht (Catherine: „Haben Sie keine Schmerzen am Herz? Es wird vermutet, dass selbst Sie eins haben“). Sie wird später wegen Ferrians Mord „ge-schmidt-et“ (gefeuert), den sie für eine Gefahr für die Gesellschaft hielt. Trotzdem stiftet sie weiterhin Verwirrung in der Kanzlei. Alan stellt sie als „Sandwich-Lady“ ein.

## Nebenfiguren

### Edwin Poole
Mitbegründer und Seniorpartner. Erleidet bereits in der Pilotfolge einen Nervenzusammenbruch und wird daraufhin in ein Sanatorium eingeliefert. Allerdings gefällt es ihm dort nicht sehr – er reißt bereits in Episode 4 Anwalt entlaufen! aus und übernimmt kurzerhand (natürlich ohne das Wissen seiner Ex-Kollegen) den Fall eines Polizistenmörders. Diese sind davon nicht begeistert und bringen ihn zurück ins Sanatorium, aus dem er in Folge 41 Verrückt zurück entlassen wird. Nun wieder in der Kanzlei, tritt er eine beispiellose Kampagne gegen einen Süßigkeitenhersteller los: Dieser soll einem seiner Produkte süchtig machende Inhaltsstoffe zugesetzt haben und so Menschen in den Diabetes mellitus „getrieben“ haben. Zwar kann Shirley den Fall noch drehen und die Kanzlei vor einer drohenden Verleumdungsklage retten, allerdings legt sie Poole nahe, ins Sanatorium zurückzukehren, bevor „… Dein Name von der Tür verschwindet“. Er taucht in Folge 98 (Staffel 5) wieder auf, als es um die Pleite der Firma geht. Er feiert zusammen mit den anderen Anwälten bei Shirley Thanksgiving. Er ist der Pflegevater eines Neunjährigen.

### Bethany Horowitz
Die kleinwüchsige „Killer“-Anwältin Horowitz lernt Denny Crane über eine Internetvermittlung kennen und verklagt ihn, nachdem er sie bei ihrem ersten Date unabsichtlich als „Zwergin“ bezeichnet. Es stellt sich heraus, dass Denny etwas mit ihrer Mutter hatte, sie aber nicht seine Tochter ist. Sie tritt laufend während der dritten Staffel auf.

### Clark Brown
Richter, der trotz seines hohen Alters noch bei seiner Mutter wohnt und unter Minderwertigkeitskomplexen leidet. Denny Crane kennt ihn gut und weiß „wie man ihn anpacken muss“.

### Harvey Cooper
Arroganter und egozentrischer Richter, der in verschiedensten Folgen Prozesse von Crane, Poole & Schmidt leitet. Als solcher ist er trotz seines Auftretens letztlich meist fair und sorgt für einen gerechten Prozess.

### Robert Sanders
Ernster und quengeliger alter Richter, der unter Senilität leidet. In Verhandlungen verdreht er meist Zusammenhänge oder versteht bestimmte Fakten nicht auf Anhieb. In einer Folge bittet er Alan Shore das Urteil zu verkünden.

### Frank Ginsberg
Der Staatsanwalt ist häufiger Gegenspieler Alan Shores, der ihm aus Eifersucht und Stolz das Leben schwer machen will und erpicht darauf ist, ihn in einem Prozess zu schlagen. Wählerstimmen sind ihm wichtiger als Gerechtigkeit.

### Bernard Ferrion
Ein Mann, der noch bei seiner Mutter wohnt, die ständig an ihm herumnörgelt. Als er sie mit einer Bratpfanne erschlägt, wendet er sich in Panik an Alan Shore, der ihm hilft, dem Gefängnis zu entkommen. Nachdem auch seine Nachbarin mit einer Pfanne erschlagen wird, überträgt Shore den Fall an seine Kollegin. Später nimmt sich Catherine Piper des Mannes an und versucht, ihn auf den rechten Weg der Religion zu bringen. Letztlich ermordet sie ihn selbst, nachdem sie in ihm eine Gefahr für die Gesellschaft sieht.

### Marlene Stanger
Eine Anwältin, die zur Unterstützung der Belegschaft nach Boston versetzt wird und Denise Bauer scharfe Konkurrenz macht. Alan Shore begehrt sie und nach vier Folgen wird sie wieder in eine andere Filiale versetzt.

### Melvin Palmer
Er ist ein schleimiger Anwalt und häufiger Gegner der Anwälte von Crane, Poole & Schmidt. Er ist sehr gesellig und ist laut Carl Sack ein sogenannter „Eisbrecher“. Während Alan ihn verabscheut, schließt Denny mit ihm Freundschaft, nachdem er beide in Utah vor einer Gefängnisstrafe rettet.

## Episodenfiguren

### Donny Crane
Donny Crane ist Denny Cranes Sohn, der seinen Vater als Anwalt bewundert und nacheifert. Er findet heraus, dass Crane gar nicht sein Vater ist und versucht ihn seither in Prozessen zu schlagen.

### Ivan Tiggs
Ivan Tiggs ist Shirley Schmidts Ex-Mann, der seine neue, überdrehte Freundin Missy heiratet und auch bald wieder verlässt. Er betrügt sie mit Shirley, seiner angeblich „einzig wahren Liebe“. Daraufhin verklagt Ivan Tiggs Shirley, weil sie einen für ihn zu unangenehmen Ehevertrag aufgesetzt hat.

### Daniel Post
Post ist ein reicher, krebskranker Mandant von Crane, Poole & Schmidt, der sich in eine Studie für ein Anti-Krebspräparat geschlichen hat. Er hat nur mehr wenig Zeit zu leben und verliebt sich in Denise Bauer, der er auch einen Heiratsantrag macht. Später versucht er einem sterbenden Mann seine Lunge abzukaufen.

### Kelly Nolan
Eine junge, attraktive Frau, die für den Mord an ihrem Mann angeklagt und dank der Hilfe von Crane, Poole & Schmidt freigesprochen wird.

### Courtney Reese
Eine attraktive Schauspielerin, die einen lästigen Paparazzo für einen Stalker hält und ihn anschießt. Crane und Shore sind in Los Angeles und verteidigen sie.

### Brian Hooper
Die Frau von Richter Hooper wird ermordet und bald gerät auch er unter Verdacht.

### Malcolm Holmes
Der Anwalt ist Tara Wilsons Ex-Freund und arbeitet in einem Fall (Folgen 18 & 19) von versuchtem sexuellen Missbrauch einer stummen Frau gegen Tara und Shirley Schmidt. Dabei lässt er keine Gelegenheit aus, seine ehemalige Liebe zurückzugewinnen.

### Joseph Washington
Joseph Washington war ein Mandant, der wegen Mordes angeklagt war. Er wurde von Jerry Espenson und Katie Lloyd – den einzigen beiden, die an seine Unschuld glaubten – vertreten und freigesprochen. In der Öffentlichkeit galt er aufgrund seiner vielen Anklagen als gefühlloses Monster, war aber in Wirklichkeit ein sehr netter Mensch. Schon in seinem früheren Leben wurde er immer wieder für Verbrechen bestraft, die er nicht begangen hatte. Nachdem Katie und Jerry bewerkstelligt hatten, dass er ein glückliches Leben hätte führen können, wurde er erschossen.